# 朗缪尔环形山

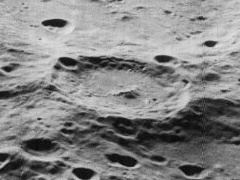
月球轨道器5号拍摄的西向斜视图

朗缪尔环形山（Langmuir）是位于月球背面南半部一座古老的大撞击坑，约形成于39.2-38.5亿年前的酒海纪，其名称取自美国化学家欧文·朗缪尔(1881年-1957年)，1970年被国际天文学联合会批准接受。

## 描述
该陨坑位于东方海西南部，介于西北偏北的切比雪夫环形山和东面的布劳威尔环形山之间，部分坑壁覆盖在这二座更大的陨坑上，并使它成为三座陨坑中最年轻的一座，其喷出物构成的外侧垒部分覆盖在切比雪夫环形山坑内，而西南坐落了比它更大的布丰环形山，该陨坑中心月面坐标为35°51′S 128°53′W / 35.85°S 128.89°W，直径91.5公里，深度约2.83公里。
朗缪尔环形山未受到严重的撞击侵蚀，许多原始特征仍保持完整，坑壁边沿较为清晰。其西侧段因覆盖在更大的切比雪夫环形山边缘上而稍显磨损，沿西北和西南侧各覆盖有一座醒目的撞击坑。陨坑南半侧内坡较其它部分更宽坦，几乎为北侧的二倍。环内壁分布有一些较小的阶地状结构，而西南内壁上沿则显示有一些崩塌的迹象。朗缪尔环形山坑壁最大高出周边地形1430米，内部容积约8081公里3。坑底因南北侧内壁宽度不等而略显偏北，其中西部地表相对平整，而东部较坎坷，中心点偏东北处坐落了一座由斜长岩(A)、含85-90%斜长石的辉长-苏长-橄长斜长岩(GNTA1)及含80-85%斜长石的辉长-苏长-橄长斜长岩(GNTA2)构成的月牙状大中央峰。

## 另请参阅
- Andersson, L. E.; Whitaker, E. A. . NASA RP-1097. 1982.
- Blue, Jennifer. . USGS. July 25, 2007  [2007-08-05]. （原始内容存档于2018-12-25）.
- Bussey, B.; Spudis, P. . New York: Cambridge University Press. 2004. ISBN 978-0-521-81528-4.
- Cocks, Elijah E.; Cocks, Josiah C. . Tudor Publishers. 1995. ISBN 978-0-936389-27-1.
- McDowell, Jonathan. . Jonathan's Space Report. July 15, 2007  [2007-10-24]. （原始内容存档于2012-05-26）.
- Menzel, D. H.; Minnaert, M.; Levin, B.; Dollfus, A.; Bell, B. . Space Science Reviews. 1971, 12 (2): 136–186. Bibcode:1971SSRv...12..136M. doi:10.1007/BF00171763.
- Moore, Patrick. . Sterling Publishing Co. 2001. ISBN 978-0-304-35469-6.
- Price, Fred W. . Cambridge University Press. 1988. ISBN 978-0-521-33500-3.
- Rükl, Antonín. . Kalmbach Books. 1990. ISBN 978-0-913135-17-4.
- Webb, Rev. T. W.  6th revised. Dover. 1962. ISBN 978-0-486-20917-3.
- Whitaker, Ewen A. . Cambridge University Press. 1999. ISBN 978-0-521-62248-6.
- Wlasuk, Peter T. . Springer. 2000. ISBN 978-1-85233-193-1.